# Jimmy Dorsey
Jimmy Dorsey, właśc. James Francis Dorsey (ur. 29 lutego 1904 w Shenandoah, Pensylwania, zm. 12 czerwca 1957 w Nowym Jorku) – amerykański klarnecista, saksofonista (alt), kompozytor i bandlider jazzowy, brat Tommy Dorseya.
Początkowo grał w orkiestrze dętej ojca. W 1920 utworzył wraz z bratem zespół Dorsey Novelety Band, który przetrwał 2 lata. Potem grał w zespole Scranton Sirens. W latach 1922–34 współpracował z Paulem Whitemanem i Victorem Youngiem. Jego właściwa kariera zaczęła się w 1933, w chwili powołania Dorsey Brothers Orchestra. W rok później w wyniku kontrowersji zespół rozpadł się i powstały dwa odrębne zespoły prowadzone przez każdego z braci z osobna.
W latach 30. i 40. XX w. orkiestra Jimmy’ego Dorseya cieszyła się wielką popularnością i wylansowała wiele przebojów. W 1953 ponownie utworzyli razem nową orkiestrę, The Fabulous Dorseys. W 1947 nakręcili film pod takim tytułem.
Najpopularniejsze nagrania: „Maria Elena”, „Amapola”, „Yours”, „Green Eyes”, „Tangerine”, „A New Shade of Blue”, „I Hear a Rhapsody”.

## Wybrana dyskografia
- The Radio Years (1935)
- Mostly (1940)
- Contrasts (1945)
- Live in New York (1956)